# Контини, Никита
Никита Контини-Барановский (итал. Nikita Contini Baranovskyy; род. 21 мая 1996[…], Черкассы) — итальянский футболист, вратарь клуба «Наполи».

## Биография
Никита Контини-Барановский родился в Черкассах в семье украинки и итальянца из Неаполя Паскуале Контини, хотя биологическим отцом парня был украинец. В возрасте трех лет вместе с семьей переехал в Джульяно-ин-Кампанья. В пятилетнем возрасте начал заниматься футболом в академии «Атлетико Джульяно», где его отчим работал детским тренером. Никита играл преимущественно с ребятами постарше. В 2007 году в товарищеском матче «Атлетико Джульяно» против «Наполи» игра юного голкипера привлекла внимание тренеров неаполитанского клуба, наблюдавших за ним почти в течение года, после чего пригласили в академию «Наполи».
В 2014 году заключил свой первый профессиональный контракт с «Наполи». Для получения игровой практики в следующем году был отдан в аренду в клуб «СПАЛ», за команду которого дебютировал во взрослом футболе.
Впоследствии в течение 2016—2019 годов также на арендных условиях играл ряд других команд Серии C, а сезон 2019/20 провел как основной голкипер команды «Виртус Энтелла» уже в Серии B.
Вернувшись из последней аренды в «Наполи», на сезон 2020/21 был заявлен в составе основной команды неаполитанского клуба, однако так за неё и не дебютировал. В 2021 году снова был отдан в аренду, на этот раз в «Кротоне». Впоследствии на аналогичных условиях играл за «Виченцу». В августе 2022 был арендован «Сампдорией», а в январе 2023 года — «Реджиной».
Летом 2023 года вернулся в «Наполи». Дебютный матч в чемпионате Италии провёл 29 декабря 2023 года против «Монцы», выйдя на поле после травмы основного вратаря Алекса Мерета на 74-й минуте. Контини отыграл оставшееся время игры без пропущенных мячей, а матч завершился нулевой ничьей.

## Статистика
| Клуб           | Сезон   | Лига | Лига  | Лига | Кубок | Кубок |
| Клуб           | Сезон   | Див. | Матчи | Голы | Матчи | Голы  |
| -------------- | ------- | ---- | ----- | ---- | ----- | ----- |
| СПАЛ           | 2015/16 | III  | 8     | −8   | 5     | −6    |
| Каррарезе      | 2016/17 | III  | 2     | −5   | 2     | −1    |
| Таранто        | 2016/17 | III  | 5     | −11  | 1     | −1    |
| Понтедера      | 2017/18 | IV   | 36    | −50  | 2     | 0     |
| Сиена          | 2018/19 | IV   | 36    | −37  | 0     | 0     |
| Виртус Энтелла | 2019/20 | II   | 32    | −44  | 1     | −2    |
| Кротоне        | 2021/22 | II   | 7     | −9   | 0     | 0     |
| Виченца        | 2021/22 | II   | 14    | −13  | 0     | 0     |
| Сампдория      | 2022/23 | I    | 0     | 0    | 2     | −3    |
| Реджина        | 2022/23 | II   | 9     | −13  | 0     | 0     |
| Наполи         | 2023/24 | I    | 1     | 0    | 0     | 0     |